# Stivalius cognatus
Stivalius cognatus är en loppart som beskrevs av Jordan et Rothschild 1922. Stivalius cognatus ingår i släktet Stivalius och familjen Stivaliidae.

## Underarter
Arten delas in i följande underarter:
- S. c. cognatus
- S. c. bamus
- S. c. spiramus